# Лопатинский фосфоритный рудник
Лопатинский фосфоритный рудник — месторождение фосфоритов в Московской области, близ города Воскресенска. Добыча проходила с 1930-х до начала XXI века. После этого рудник был заброшен.

## История

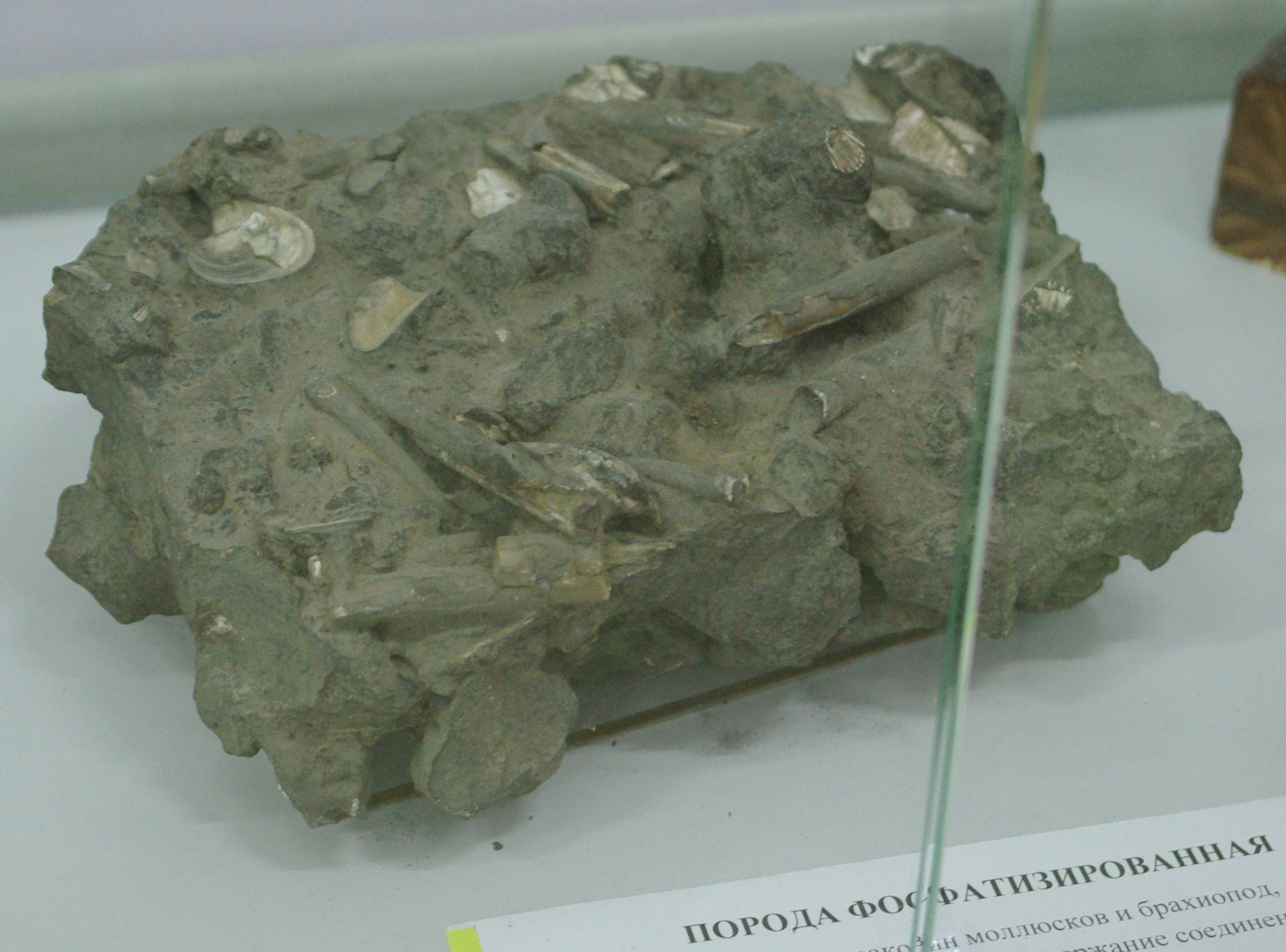
Образец породы в краеведческом музее Воскресенска

Лопатинский рудник расположен в 90 км к юго-востоку от Москвы. Он занимает обширную территорию между городами Воскресенск и Егорьевск, которая по форме похожа на ромб с вершинами в поселках Лопатинский и Фосфоритный и в деревнях Максимовская и Берняково. Этот район представляет собой уникальное и крупнейшее в Европе месторождение ценных полезных ископаемых — фосфоритов. Первые разработки здесь начались ещё в 30-е годы XX века. Особенность месторождения заключалась в неглубоком залегании относительно мягких пород, что предопределило способ добычи (открытый) и тип используемой для этого техники. По совокупности условий на Лопатинском руднике было показано применение так называемых многоковшовых экскаваторов (зачастую, собирательно именуемых абзетцерами), обладающих повышенной производительностью. Наиболее активная добыча велась в 60-е годы XX века.

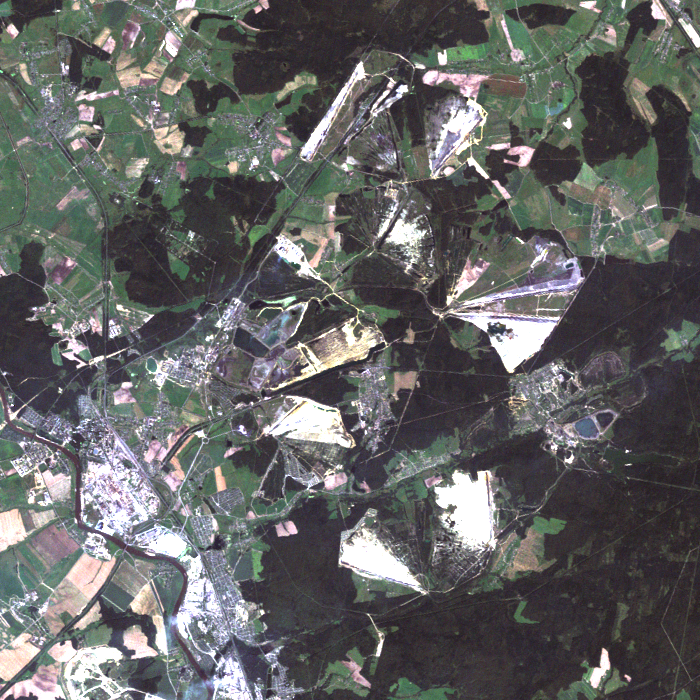
Лопатинский рудник во время активной разработки на космоснимке 1985 года

На карьерах работали все основные виды многоковшовых экскаваторов (производителей BUKAU и TAKRAF) — двигающиеся по рельсам, перемещающиеся на гусеницах, и, наконец, экскаваторы, предпочитающие шагать «приставным» шагом (НКМЗ). Рельсовые экскаваторы укомплектовывались специальным приспособлением — путепередвигателем, умеющим передвигать железнодорожное полотно.
Каждый карьер рудника представлял собой длинный (до 5 км) ступенчатый жёлоб, по одной из ступенек которого, из одного конца карьера в другой, были проложены параллельные друг другу железнодорожные пути. По двум из них перемещался упомянутый выше экскаватор, или сразу несколько. По третьему — грузовой состав, наполнявшийся рудой. Технология ландшафтостроения такова — медленно двигающийся экскаватор срезает своей многоковшовой лентой так называемые вскрышные породы и по длинной (30—70 метров) стреле сбрасывает их в отвал. По выработке рудоносного горизонта рельсы вместе с экскаватором параллельно переносят в обратную от отвалов сторону, и все начинается сначала. В результате образуется множество длинных (до 5 км) параллельных песчаных гряд, высота которых может достигать 50 метров. Самые удалённые от карьера гряды заравнивали специальными агрегатами, получавшиеся при этом песчаные поля засевали стройными рядами сосен.

## Современное состояние
С начала 90-х годов, предприятия рудника практически полностью заброшены. В 1993 году добыча фосфоритов была прекращена. Большинство карьеров затоплено, дорогостоящая импортная спецтехника ржавела под открытым небом и, в конце концов, была разделана на металлолом. 
В 2000 году была вновь начата добыча на одном из карьеров (участок номер 12 ) , расположенном в окрестностях поселка Фосфоритный, к югу от реки   Медведки  . Однако до 2018 года добывался только кварцевый песок. По одноколейной железнодорожной ветке время от времени курсировал тепловоз-«кукушка». В конце лета 2019 года железнодорожное полотно было демонтировано.
По состоянию на сентябрь 2018 года на участке № 12 работает многоковшовый экскаватор (абзетцер) TAKRAF ERs 710 (производство TAKRAF, Германия). В конце 2018 года экскаватор прекратил работу.
Шагающий экскаватор НКМЗ (производство Новокраматорский машиностроительный завод, ранее СССР, теперь Украина) находился на ремонте. На 2018 год снова запущен в эксплуатацию. В конце 2018 года экскаватор прекратил работу.
По состоянию на лето 2019 года железнодорожная ветка разделана на металлолом, добыча остановлена на неопределённый срок.
По состоянию на Апрель 2021 года все экскаваторы демонтированы.

## Ландшафт
Комплекс мероприятий по добыче фосфоритов привел к созданию в этой местности невероятного ландшафта. Длинные и глубокие желоба карьеров перемежаются длинными и высокими песчаными грядами, переходящими постепенно в плоские как стол песчаные поля, геометрично засеянные соснами. Невдалеке от карьеров поля эти напоминают обыкновенные огороды — высота саженцев не превышает нескольких десятков сантиметров, но если продолжать двигаться перпендикулярно линии карьера, возраст посадок начинает постепенно увеличиваться, покуда не достигает 60—70 лет. 
В настоящее время большинство карьеров затоплены, и в результате этих процессов на местности образовались десятки глубоких озёр с песчаными берегами и чистейшей водой. Здесь можно увидеть странные песчаные пустыни; разноцветные — чёрные, белые и красноватые барханы; фрактальные нагромождения маленьких сопочек, поросших частыми сосенками; множество глубоких и чистых озёр, не обозначенных ни на одной карте. Эти совершенно неземные пейзажи в сочетании с возвышающимися над ними заброшенными монстрами-абзетцерами делают Лопатинские карьеры уникальнейшим природно-техногенным заповедником, одним из самых интересных и необычных мест в Подмосковье, привлекающим все больше и больше туристов.